# Elmar Klos
Elmar Klos (Brno, 26 gennaio 1910 – Praga, 31 luglio 1993) è stato un regista e sceneggiatore ceco.
Ha vinto l'Oscar al miglior film straniero nel 1966 per Il negozio al corso diretto assieme allo slovacco Ján Kadár con cui ha collaborato per 17 anni.
Nel 1968 la Cecoslovacchia gli conferì il titolo di Artista nazionale.

## Filmografia

### Regia
- Kolem dokola (1937) cortometraggio
- Silnice zpivá (1937) cortometraggio
- V dome strasí duch (1937) cortometraggio
- Andrej Hlinka o sobe (1938)
- Historie fíkového listu (1938)
- Pojdte s námi (1938)
- Ctyri lidé, jedna rec (1939)
- Chvála révy (1941)
- Dvakrát kaucuk (1946)
- Prazský hrad (1947)
- IX. Sjezd KSC (1949)
- Únos, co-regia di Ján Kadár (1953)
- Hudba z Marsu, co-regia di Ján Kadár (1954)
- Mladé dny, co-regia di Bohumil Brejcha, Martin Frič, Ján Kadár, Ivo Novák, Jindrich Pus (1956)
- Tam na konecne (o Dům na konečné), co-regia di Ján Kadár (1957)
- Tri prání, co-regia di Ján Kadár (1958)
- Laterna magika II, documentario collettivo (1960)
- La battaglia di Engelchen (Smrt si říká Engelchen/Smrť sa volá Engelchen), co-regia di Ján Kadár (1963)
- L'accusato (Obžalovaný), co-regia di Ján Kadár (1964)
- Il negozio al corso (Obchod na korze), co-regia di Ján Kadár (1965)
- Nuda dal fiume (Touha zvaná Anada, Túžba zvaná Anada o Valamit visz a víz), co-regia di Ján Kadár (1970)
- Bizon, co-regia di Moris Issa (1989)

### Sceneggiatore
- Falešná kočička aneb Když si žena umíní, regia di Svatopluk Innemann (1926)
- Lásky Kačenky Strnadové, regia di Svatopluk Innemann (1932)